# Ichnusella pasquinii
Ichnusella pasquinii är en kräftdjursart som först beskrevs av Cottarelli 1969.  Ichnusella pasquinii ingår i släktet Ichnusella och familjen Cylindropsyllidae. Inga underarter finns listade i Catalogue of Life.